# 马克特艾讷斯海姆
马克特艾讷斯海姆是德国巴伐利亚州的一个市镇。总面积7.77平方公里，总人口1171人，其中男性585人，女性586人（2011年12月31日），人口密度151人/平方公里。